# Campionato africano maschile di pallamano 2014
Il Campionato africano maschile di pallamano 2014 è stato la 21ª edizione del torneo organizzato dalla Confédération Africaine de Handball, valido anche come qualificazione al Campionato mondiale maschile di pallamano 2015. Il torneo si è svolto dal 16 al 25 gennaio 2014 ad Algeri, in Algeria. L'Algeria ha vinto il titolo per la settima volta.

## Regolamento
Le 12 squadre partecipanti sono state divise in due gruppi di 6. Le prime quattro classificate si sono qualificate per la fase finale.

Le prime tre squadre della classifica finale si sono qualificate per il Campionato mondiale maschile di pallamano 2015.

## Turno preliminare

### Gruppo A
| Squadra | Punti | G | V | N | P | GF  | GS  | DR  |
| ------- | ----- | - | - | - | - | --- | --- | --- |
| Tunisia | 10    | 5 | 5 | 0 | 0 | 157 | 103 | +54 |
| Egitto  | 8     | 5 | 4 | 0 | 1 | 142 | 105 | +37 |
| Camerun | 5     | 5 | 2 | 1 | 2 | 128 | 144 | -16 |
| Senegal | 4     | 5 | 2 | 0 | 3 | 138 | 152 | -14 |
| Gabon   | 2     | 5 | 1 | 0 | 4 | 121 | 147 | -26 |
| Libia   | 1     | 5 | 0 | 1 | 4 | 103 | 138 | -35 |

| Algeri 16 gennaio 2014, ore 10:00 UTC+1 | Egitto | 32 – 21 (19-9) | Senegal | Salle Hacène Harcha |

| Algeri 16 gennaio 2014, ore 12:15 UTC+1 | Tunisia | 27 – 18 (13-8) | Libia | Salle OMS |

| Chéraga 16 gennaio 2014, ore 20:30 UTC+1 | Camerun | 28 – 26 (13-8) | Gabon | Salle Chéraga |

| Algeri 17 gennaio 2014, ore 15:00 UTC+1 | Libia | 23 – 35 (13-19) | Senegal | Salle OMS |

| Algeri 17 gennaio 2014, ore 18:30 UTC+1 | Gabon | 23 – 33 (12-14) | Tunisia | Salle OMS |

| Algeri 17 gennaio 2014, ore 20:15 UTC+1 | Camerun | 22 – 33 (11-18) | Egitto | Salle Hacène Harcha |

| Algeri 18 gennaio 2014, ore 15:45 UTC+1 | Senegal | 22 – 37 (8-17) | Tunisia | Salle Hacène Harcha |

| Algeri 18 gennaio 2014, ore 18:30 UTC+1 | Libia | 21 – 21 (10-13) | Camerun | Salle OMS |

| Algeri 18 gennaio 2014, ore 20:15 UTC+1 | Egitto | 30 – 21 (16-10) | Gabon | Salle Hacène Harcha |

| Algeri 20 gennaio 2014, ore 14:00 UTC+1 | Senegal | 30 – 23 | Gabon | Salle OMS |

| Algeri 20 gennaio 2014, ore 15:45 UTC+1 | Tunisia | 34 – 20 (22-12) | Camerun | Salle Hacène Harcha |

| Algeri 20 gennaio 2014, ore 18:30 UTC+1 | Egitto | 27 – 15 (15-11) | Libia | Salle OMS |

| Algeri 21 gennaio 2014, ore 13:30 UTC+1 | Senegal | 30 – 37 (18-17) | Camerun | Salle Hacène Harcha |

| Algeri 21 gennaio 2014, ore 16:15 UTC+1 | Gabon | 28 – 26 (12-14) | Libia | Salle OMS |

| Algeri 21 gennaio 2014, ore 20:15 UTC+1 | Tunisia | 26 – 20 (15-7) | Egitto | Salle Hacène Harcha |

### Gruppo B
| Squadra        | Punti | G | V | N | P | GF  | GS  | DR  |
| -------------- | ----- | - | - | - | - | --- | --- | --- |
| Algeria        | 10    | 5 | 5 | 0 | 0 | 144 | 93  | +51 |
| Angola         | 6     | 5 | 3 | 0 | 2 | 139 | 122 | +17 |
| Marocco        | 6     | 5 | 3 | 0 | 2 | 135 | 129 | +6  |
| Rep. del Congo | 4     | 5 | 2 | 0 | 3 | 136 | 170 | -34 |
| RD del Congo   | 4     | 5 | 2 | 0 | 3 | 143 | 141 | +2  |
| Nigeria        | 0     | 5 | 0 | 0 | 5 | 118 | 160 | -42 |

| Chéraga 16 gennaio 2014, ore 10:00 UTC+1 | Rep. del Congo | 36 – 33 (17-16) | RD del Congo | Salle Chéraga |

| Algeri 16 gennaio 2014, ore 12:15 UTC+1 | Marocco | 23 – 29 (13-15) | Angola | Salle Hacène Harcha |

| Algeri 16 gennaio 2014, ore 18:00 UTC+1 | Algeria | 34 – 16 (19-8) | Nigeria | Salle Hacène Harcha |

| Algeri 17 gennaio 2014, ore 14:00 UTC+1 | Rep. del Congo | 23 – 36 (12-17) | Marocco | Salle OMS |

| Algeri 17 gennaio 2014, ore 15:45 UTC+1 | Nigeria | 19 – 27 (10-15) | Angola | Salle Hacène Harcha |

| Algeri 17 gennaio 2014, ore 18:00 UTC+1 | RD del Congo | 23 – 26 (9-12) | Algeria | Salle Hacène Harcha |

| Algeri 18 gennaio 2014, ore 14:00 UTC+1 | Nigeria | 28 – 32 (17-15) | Rep. del Congo | Salle OMS |

| Algeri 18 gennaio 2014, ore 16:15 UTC+1 | Marocco | 25 – 24 (12-12) | RD del Congo | Salle OMS |

| Algeri 18 gennaio 2014, ore 18:00 UTC+1 | Algeria | 23 – 19 (12-8) | Angola | Salle Hacène Harcha |

| Algeri 20 gennaio 2014, ore 16:15 UTC+1 | Angola | 26 – 28 (13-16) | RD del Congo | Salle OMS |

| Algeri 20 gennaio 2014, ore 18:00 UTC+1 | Algeria | 35 – 16 (18-6) | RD del Congo | Salle Hacène Harcha |

| Algeri 20 gennaio 2014, ore 20:15 UTC+1 | Marocco | 32 – 27 (15-7) | Nigeria | Salle Hacène Harcha |

| Algeri 21 gennaio 2014, ore 15:45 UTC+1 | Angola | 38 – 29 (19-18) | Rep. del Congo | Salle Hacène Harcha |

| Algeri 21 gennaio 2014, ore 18:00 UTC+1 | Algeria | 26 – 19 (11-11) | Marocco | Salle Hacène Harcha |

| Algeri 16 gennaio 2014, ore 20:00 UTC+1 | Egitto | 34 – 34 (20-16) | Algeria | Salle Ibn Yassine |

## Fase finale

### Tabellone principale
|  | Quarti di finale | Quarti di finale |                 |        | Semifinali                | Semifinali                |  |  | Finale          | Finale |
|  |                  |                  |                 |        |                           |                           |  |  |                 |        |
|  | 22 gennaio 2014  |                  |                 |        |                           |                           |  |  |                 |        |
|  |                  |                  |                 |        |                           |                           |  |  |                 |        |
|  | Algeria          | 44               |                 |        |                           |                           |  |  |                 |        |
|  | Algeria          | 44               | 24 gennaio 2014 |        |                           |                           |  |  |                 |        |
|  | Senegal          | 29               |                 |        |                           |                           |  |  |                 |        |
|  | Senegal          | 29               | Tunisia         | 22     |                           |                           |  |  |                 |        |
|  | 22 gennaio 2014  |                  | Tunisia         | 22     |                           |                           |  |  |                 |        |
|  |                  | Egitto           | 20              |        |                           |                           |  |  |                 |        |
|  | Egitto           | Egitto           | 20              | 24     |                           |                           |  |  |                 |        |
|  | Egitto           |                  | 25 gennaio 2014 | 24     |                           |                           |  |  |                 |        |
|  | Marocco          | 15               |                 |        |                           |                           |  |  |                 |        |
|  | Marocco          | 15               | Tunisia         | 21     |                           |                           |  |  |                 |        |
|  | 22 gennaio 2014  |                  | Tunisia         | 21     |                           |                           |  |  |                 |        |
|  |                  | Algeria          | 25              |        |                           |                           |  |  |                 |        |
|  | Angola           | Algeria          | 25              | 24     |                           |                           |  |  |                 |        |
|  | Angola           | 24 gennaio 2014  |                 | 24     |                           |                           |  |  |                 |        |
|  | Camerun          | 21               |                 |        |                           |                           |  |  |                 |        |
|  | Camerun          | 21               | Angola          | 23     | Finale per il terzo posto | Finale per il terzo posto |  |  |                 |        |
|  | 22 gennaio 2014  |                  | Angola          | 23     | Finale per il terzo posto | Finale per il terzo posto |  |  |                 |        |
|  |                  | Algeria          | 27              |        |                           |                           |  |  |                 |        |
|  | Tunisia          | Algeria          | 27              | 44     | Egitto                    | 31                        |  |  |                 |        |
|  | Tunisia          |                  |                 | 44     | Egitto                    | 31                        |  |  |                 |        |
|  | Rep. del Congo   | 21               |                 | Angola | 24                        |                           |  |  |                 |        |
|  | Rep. del Congo   | 21               |                 |        | 24                        |                           |  |  |                 |        |
|  |                  |                  |                 |        |                           |                           |  |  | 25 gennaio 2014 |        |
|  |                  |                  |                 |        |                           |                           |  |  |                 |        |

### Incontri dal 5º all'8º posto
|  | Semifinali 5º/8º posto | Semifinali 5º/8º posto | Semifinali 5º/8º posto |         |         | Finale 5º posto | Finale 5º posto | Finale 5º posto |  |
|  |                        |                        |                        |         |         |                 |                 |                 |  |
|  | Rep. del Congo         | Rep. del Congo         | 20                     |         |         |                 |                 |                 |  |
|  | Rep. del Congo         | Rep. del Congo         | 20                     |         |         |                 |                 |                 |  |
|  | Marocco                | Marocco                | 34                     |         |         |                 |                 |                 |  |
|  | Marocco                | Marocco                | 34                     |         | Marocco | Marocco         | 25              |                 |  |
|  |                        |                        |                        |         | Marocco | Marocco         | 25              |                 |  |
|  |                        |                        | Camerun                | Camerun | 29      |                 |                 |                 |  |
|  | Senegal                | Senegal                | Camerun                | Camerun | 29      | 24              |                 |                 |  |
|  | Senegal                | Senegal                |                        |         |         | 24              |                 |                 |  |
|  | Camerun                | Camerun                | 33                     |         |         | Finale 7º posto | Finale 7º posto | Finale 7º posto |  |
|  | Camerun                | Camerun                | 33                     |         |         |                 |                 |                 |  |
|  |                        |                        |                        |         |         |                 |                 |                 |  |
|  |                        |                        |                        |         |         | Rep. del Congo  | Rep. del Congo  | 36              |  |
|  |                        |                        |                        |         |         | Rep. del Congo  | Rep. del Congo  | 36              |  |
|  |                        |                        |                        |         |         | Senegal         | Senegal         | 35              |  |

### Quarti di finale
| Algeri 22 gennaio 2014, ore 12:15 UTC+1 | Angola | 24 – 21 (12-12) | Camerun | Salle OMS |

| Algeri 22 gennaio 2014, ore 18:15 UTC+1 | Algeria | 44 – 29 (21-12) | Senegal | Salle Hacène Harcha |

| Algeri 22 gennaio 2014, ore 19:00 UTC+1 | Egitto | 24 – 15 (10-6) | Marocco | Salle OMS |

| Algeri 22 gennaio 2014, ore 20:45 UTC+1 | Tunisia | 44 – 21 (23-8) | Rep. del Congo | Salle Hacène Harcha |

### Semifinali 5º/8º posto
| Algeri 23 gennaio 2014, ore 15:00 UTC+1 | Senegal | 24 – 33 (12-18) | Camerun | Salle Hacène Harcha |

| Algeri 23 gennaio 2014, ore 17:15 UTC+1 | Rep. del Congo | 20 – 34 (10-18) | Marocco | Salle OMS |

### Semifinali
| Algeri 24 gennaio 2014, ore 16:00 UTC+1 | Tunisia | 22 – 20 (10-12) | Egitto | Salle Hacène Harcha |

| Algeri 24 gennaio 2014, ore 18:15 UTC+1 | Algeria | 27 – 23 (13-11) | Angola | Salle Hacène Harcha |

### Finale 11º posto
| Chéraga 23 gennaio 2014, ore 17:15 UTC+1 | Libia | 25 – 26 (11-13) | Nigeria | Salle Chéraga |

### Finale 9º posto
| Chéraga 23 gennaio 2014, ore 15:00 UTC+1 | Gabon | 23 – 22 (10-10) | RD del Congo | Salle Chéraga |

### Finale 7º posto
| Algeri 24 gennaio 2014, ore 11:00 UTC+1 | Rep. del Congo | 36 – 35 (22-16) | Senegal | Salle OMS |

### Finale 5º posto
| Algeri 24 gennaio 2014, ore 15:00 UTC+1 | Marocco | 25 – 29 (17-13) | Camerun | Salle OMS |

### Finale 3º posto
| Algeri 25 gennaio 2014, ore 13:45 UTC+1 | Egitto | 31 – 24 (19-12) | Angola | Salle Hacène Harcha |

### Finale
| Algeri 25 gennaio 2014, ore 18:15 UTC+1 | Algeria | 25 – 21 (12-11) | Tunisia | Salle Hacène Harcha |

## Classifica finale
|  | Campione d'Africa, qualificata al Campionato mondiale maschile di pallamano 2015. |
|  | Qualificata al Campionato mondiale maschile di pallamano 2015.                    |

| Pos.    | Nazione        |
| ------- | -------------- |
| Oro     | Algeria        |
| Argento | Tunisia        |
| Bronzo  | Egitto         |
| 4       | Angola         |
| 5       | Camerun        |
| 6       | Marocco        |
| 7       | Rep. del Congo |
| 8       | Senegal        |
| 9       | Gabon          |
| 10      | RD del Congo   |
| 11      | Nigeria        |
| 12      | Libia          |